# Álex Valera
Álex Eduardo Valera Sandoval (ur. 16 maja 1996 w Pomalce) – peruwiański piłkarz występujący na pozycji napastnika, reprezentant Peru, od 2023 roku zawodnik Universitario de Deportes.